# Eleição do Chanceler Federal da Suíça de 2019
A eleição do Chanceler Federal da Suíça de 2019 foi realizada em 11 de dezembro de 2019 na Assembleia Federal Unida da Suíça (ambas as câmaras do parlamento recém-eleito), com o objetivo de eleger o Chanceler Federal da Suíça.

## Resultados
| Candidato               | Candidato               | Partidos apoiantes        | 1ª Volta | 1ª Volta        |
| Candidato               | Candidato               | Partidos apoiantes        | Votos    | %               |
| ----------------------- | ----------------------- | ------------------------- | -------- | --------------- |
|                         | Walter Thurnherr        | CVP/PDC, BDP/PBD, EVP/PEV | 219      | 90,87 / 100,00  |
|                         | Outros                  |                           | 5        | 2,07 / 100,00   |
| Votos Inválidos         | Votos Inválidos         | Votos Inválidos           | 17       | 7,05 / 100,00   |
| Total                   | Total                   | Total                     | 241      | 100,00 / 100,00 |
| Eleitorado/Participação | Eleitorado/Participação | Eleitorado/Participação   | 246      | 97,97 / 100,00  |
| Fonte                   | Fonte                   | Fonte                     | [ 1 ]    | [ 1 ]           |